# 伎楽面

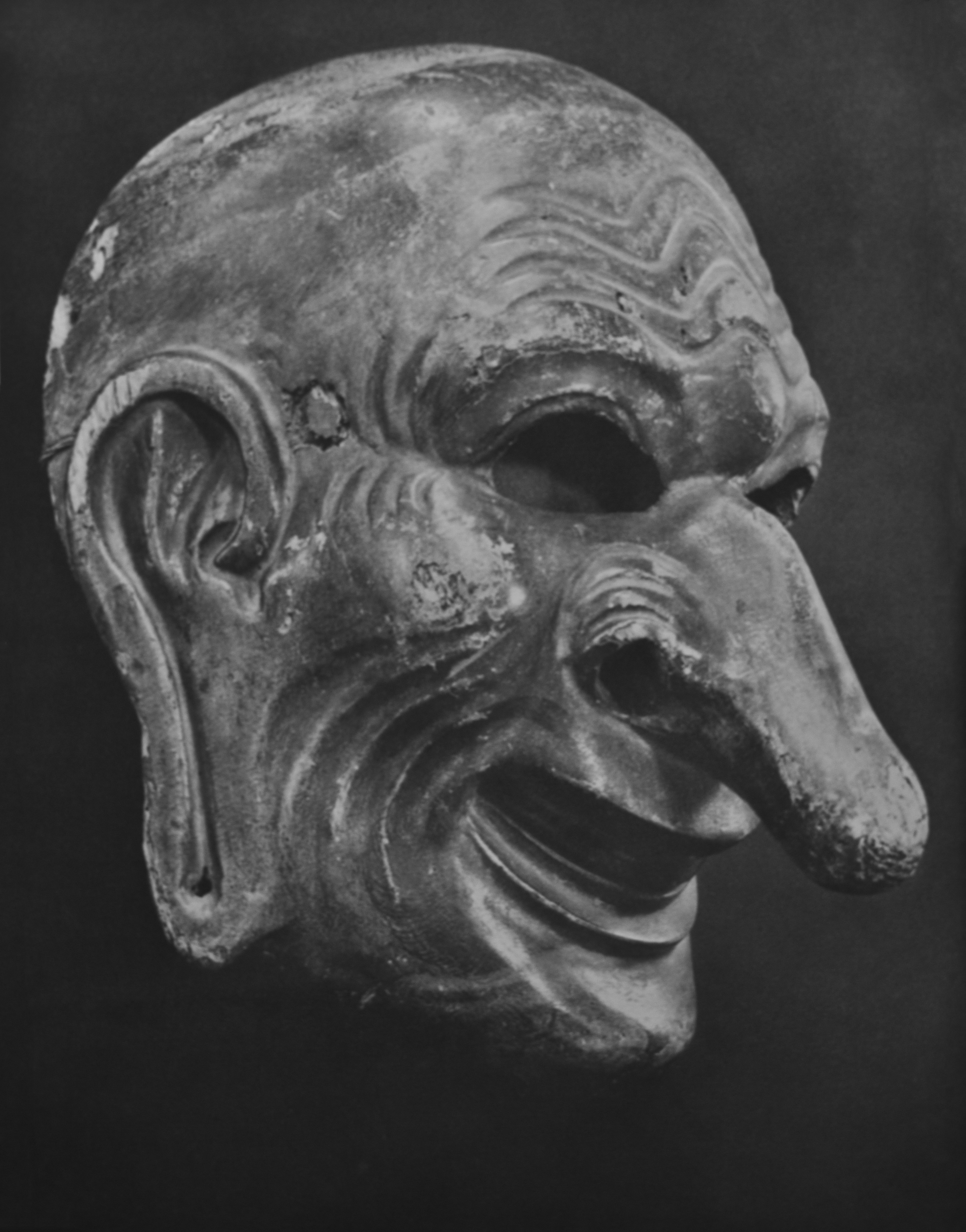
東大寺所蔵の伎楽面30面のうち酔胡従（重要文化財）

伎楽面（ぎがくめん）は、古代日本で演じられた仮面舞踊劇である伎楽に用いられた仮面。世界最古に属する面としてその歴史的意義は大きい。また近年、新伎楽に使用するため復興された伎楽面もある。

## 概要
伎楽は呉（中国の江南地方）から日本へ伝えられた仮面舞踊劇であり、滑稽な所作を伴うパントマイム（無言劇）であった。その起源については、使用される仮面の民族的特徴に中国人よりはアーリア系の要素が色濃くみられることから、西域（中央アジア）方面で発祥し、シルクロードを経て中国江南地方で完成されたものと推定されている。
日本への伝来については、『新撰姓氏録』（弘仁6年〈815年〉成立）に、欽明朝（539年? - 571年?）に呉国王の血統を引く和薬使主（やまとのくすしのおみ）が伎楽の調度一式を日本へもたらしたとの記事があるが、この時に舞踊も同時に伝えられたのかどうかは定かでない。一般的には、次の『日本書紀』の推古天皇20年（612年）の記事が、日本へ伎楽が伝えられた最初の事例とみなされている。
『日本書紀』の朱鳥元年（686年）4月壬午条には「新羅の客等（まらうとら）に饗（あへ）たまはむが為に、川原寺の伎楽を筑紫に運べり」（新羅からの客人をもてなすために、川原寺の伎楽（舞人、装束、楽器等）を筑紫に運んだ）とあり、この頃、飛鳥の川原寺で伎楽が行われていたことがうかがえる。
『西大寺資財流記帳』によると、伎楽には14種23面の仮面が用いられた。仮面の名称は登場順に、治道（ちどう）、師子（しし）、師子児（ししこ）、呉公（ごこう）、金剛（こんごう）、迦楼羅（かるら）、呉女（ごじょ）、崑崙（こんろん）、力士（りきし）、婆羅門（ばらもん）、太孤父（たいこふ）、太孤児（たいこじ）、酔胡王（すいこおう）、酔胡従（すいこじゅう）である。このうち、師子児と太孤児がそれぞれ2面、酔胡従が8面で、計23面が舞台で用いられることになる。
伎楽は平安時代には衰退し、廃絶してしまったため、その所作やストーリーの詳細は不明である。天福元年（1233年）、興福寺の楽人であった狛近真が著した『教訓抄』によると、歯をむき出し、獣のような容貌の崑崙が卑猥な所作をしながら呉女に懸想するが、力士によって追い払われるといった、滑稽な筋のものであった。

## 現存する伎楽面

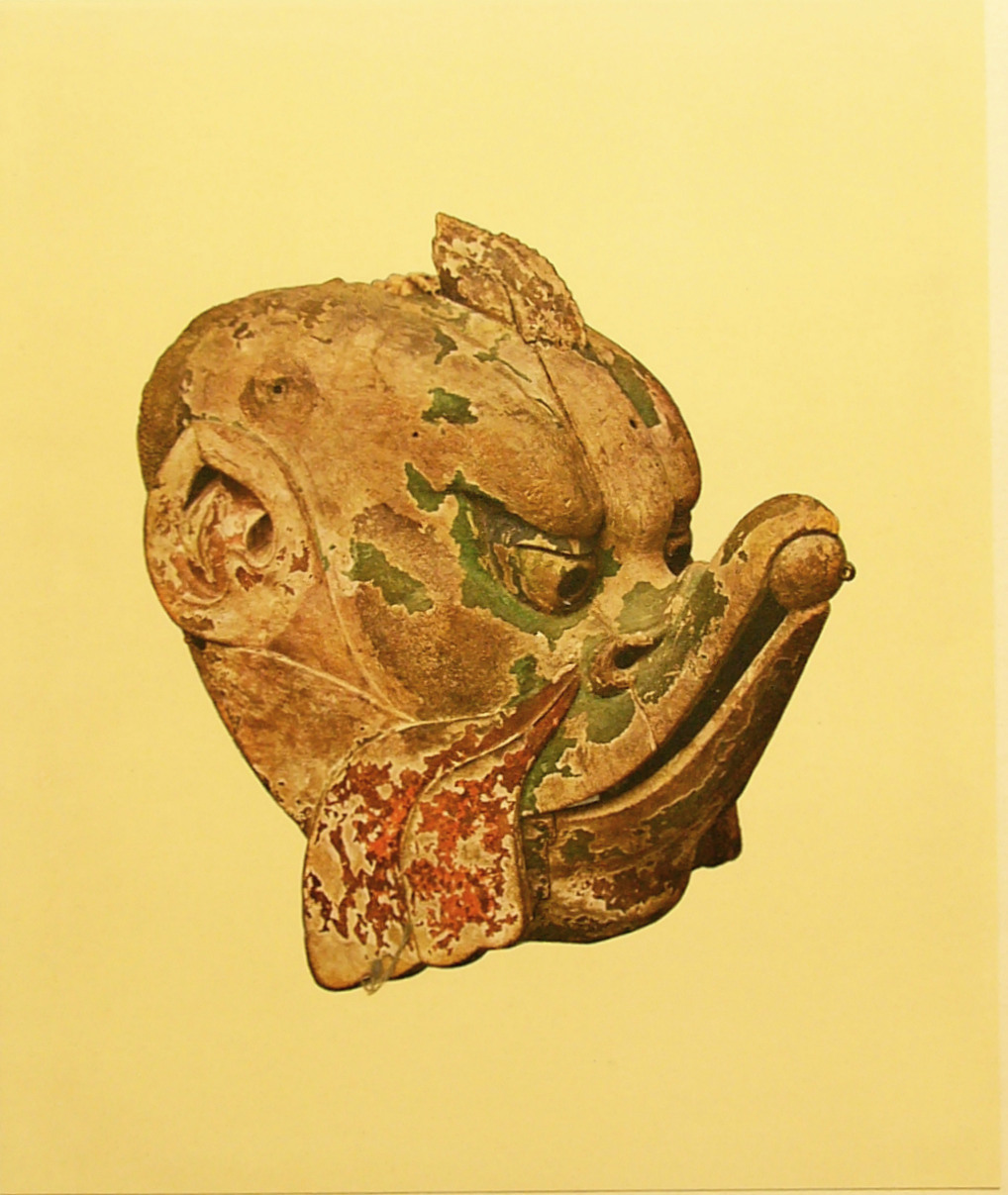
迦楼羅 東京国立博物館（法隆寺献納宝物215号）

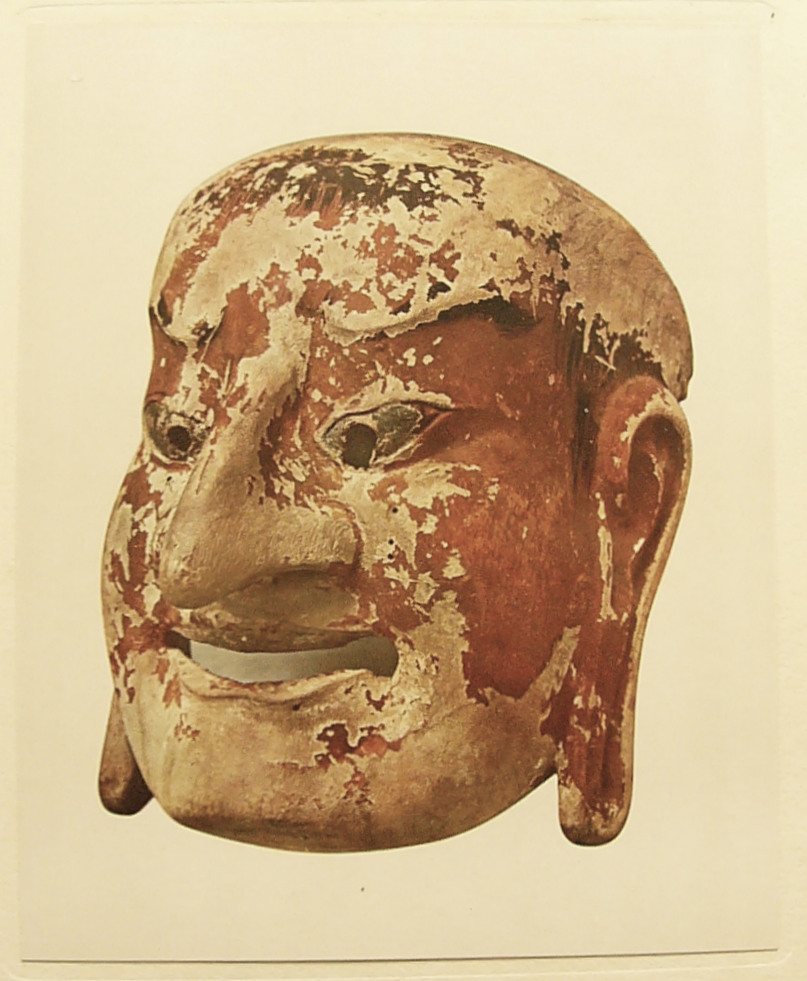
酔胡従 東京国立博物館（法隆寺献納宝物222号）

伎楽面は日本への伝来元である中国や朝鮮半島には現存せず、日本にのみ残されている。そのうち飛鳥・奈良時代に遡る伎楽面の遺品は以下のところにまとまって所蔵されている。
- 正倉院 171面（木造135、乾漆造36）[14]
- 東大寺 30面（木造29、乾漆造1）と残欠7面分（木造4、乾漆造3）[15]
- 東京国立博物館法隆寺宝物館 31面（木造28、乾漆造3）[15]

正倉院、東大寺ほかに残る230余りの面が8世紀の遺品であるのに対し、東京国立博物館法隆寺宝物館に残る31面はその半数以上が7世紀に遡るものと思われる。これらの31面は、1878年（明治11年）に法隆寺から当時の皇室へ献納されたもので、時代や技法の異なるものが混在している。
正倉院蔵の面のうち24面には天平勝宝四年（752年）四月二十九日の墨書銘があり、同日に行われた東大寺大仏開眼会にて奉納された伎楽に用いられたものであることがわかる。正倉院および東大寺所蔵の面には作者名を記したものがあり、将李魚成、基永師、延均師、財福師などの作者の名が知られる。また面の裏面に「讃岐」「常陸」などの国名がみられ、地方から献納されたものであることがわかる。
上記のほか、重要文化財に指定されている伎楽面として以下のものがある（鎌倉時代の復古作は除く）。
- 法隆寺所蔵 木造伎楽面1面（太孤父）
- 文化庁保管 木造伎楽面1面（酔胡従）東大寺大仏開眼会所用、2014年重要文化財指定（旧重要美術品）。[19]
- 文化庁保管 乾漆伎楽面1面（金剛）東大寺大仏開眼会所用、2015年重要文化財指定。[20]
- 藤田美術館所蔵 木造伎楽面1面（力士）、乾漆伎楽面1面（酔胡従、相李魚成銘）東大寺大仏開眼会所用、2015年重要文化財指定。[21]

2006年には天理大学附属天理参考館（奈良県）にある古面が伎楽面であると確認された。これは松平定信らが編纂した『集古十種』所収の図と細部の特徴が一致しており、もとは東大寺にあった伎楽面と推定される。

## 造形
大きくわけて木彫と乾漆造（麻布を型に当て、漆で張り重ねて素地をつくったもの）がある。木彫は飛鳥時代のものが概ねクスノキ、奈良時代がキリを使って作られている。伎楽面は、能面などに見られる顔を覆うだけの形態と違って、頭からすっぽり被るものであった。この特徴からギリシア悲劇の仮面との共通性が指摘され、伎楽の伝来が古代ギリシアであるという説も唱えられたが、詳細は不明である。
使用されている顔料については1983年より宮内庁が正倉院の26面の伎楽面に対しX線検査および電子顕微鏡観察を行った。それにより、それら炭酸カルシウム顔料の多くが、貝殻を原料とする胡粉であることが明らかになっているほか、同じ胡粉が正倉院宝物館所蔵の他の伎楽面以外の宝物に使われたことも明らかになっている。
伎楽面は造形的にも優れ、仏師の手になるものもあると言われている。一見した印象では架空の動物や、当時の諸外国人の表情を伝えたものであるという感じを受ける。以下に正倉院に伝わる伎楽面から、各面の特徴を示す。
治道
鼻が高く赤ら顔の老相で、舞台の露払い役を務める。
師子
現在の獅子舞の頭（かしら）によく似ている。顎のところは、上下に開閉できるようになっている。
師子児
師子をあやす役で、2人1組で登場する。少年の相である。
呉公
顔を青色に塗った貴公子の相。笛を吹く所作をした。
金剛
頭上に髻を結った力士形。後出の「力士」が閉口であるのに対し、金剛は開口である。
迦楼羅
迦楼羅の起源は古代インドの鳥神ガルダで、ヴィシュヌ神の乗物とされる。仏教に取り入れられて護法神となり、八部衆の一員となった。
崑崙
東南アジアから中国に奴隷としてもたらされた崑崙奴（こんろんど）を表現したもので、彼らが悪鬼羅刹のような人間であった、という当時の風評に基づき尖った耳や大きな牙など鬼のような容貌の面として作られている。
呉女
呉の国の乙女という意味だと推測される。
力士
前出の「金剛」と似るが、こちらは口を閉じている。呉女に懸想しようとする崑崙を懲らしめるという役どころである。
婆羅門（ばらもん）
インドの老僧で、顔は緑に塗られている。その高い身分にもかかわらず、むつき（おむつ）を洗う滑稽な所作をする。
太孤父
目尻の下がった老相である。
大孤児
いきいきした少年の表情の面。くっきりした目元と白い歯が印象的。
大孤父面と対になる面。
酔胡王
泥酔した胡（古代ペルシャ）の王という設定で、高い冠をかぶっている。
酔胡従
大きく高い鼻、ぶあつい唇、太い眉毛をもち、その名の通り、酔っ払った胡人（ペルシャ人）を表している。

## 復元された伎楽面
2012年10月27日 - 11月12日に奈良国立博物館で行われた第64回正倉院展において、宮内庁正倉院事務所は桐製の「木彫第26号」（酔胡従）の復元を行った。この面においては汚れの除去と絵の具層の剥落止め処理、そして別に残されていた右後頭部の破片の接着が施された。伎楽面の調査と修理は1992年から継続して行われている。作業には非常に精密かつ繊細な注意が求められるため、終了したのは2006年時点で20数面であった。